# Platypalpus flaviseta
Platypalpus flaviseta är en tvåvingeart som beskrevs av Chvala 1973. Platypalpus flaviseta ingår i släktet Platypalpus och familjen puckeldansflugor. Inga underarter finns listade i Catalogue of Life.